# Siarhiej Kamianiecki
Siarhiej Uładzimirawicz Kamianiecki (biał. Сяргей Уладзіміравіч Камянецкі, ros. Сергей Владимирович Каменецкий, Siergiej Władimirowicz Kamieniecki; ur. 4 kwietnia 1961 w Grodnie) – radziecki i białoruski wojskowy i polityk, w latach 2004–2008 deputowany do Izby Reprezentantów Zgromadzenia Narodowego Republiki Białorusi III kadencji; pułkownik.

## Życiorys
Urodził się 4 kwietnia 1961 roku w Grodnie, w obwodzie grodzieńskim Białoruskiej SRR, ZSRR. Ukończył Mińską Suworowską Uczelnię Wojskową, Bakijską Wyższą Dowódczą Uczelnię Ogólnowojskową, uzyskując wykształcenie inżyniera remontów i eksploatacji pojazdów gąsienicowych i kołowych, Akademię Wojskową im. Frunze, uzyskując wykształcenie oficera z wyższą edukacją wojskową i Akademię Zarządzania przy Prezydencie Republiki Białorusi, uzyskując wykształcenie ekonomisty międzynarodowego. Posiada wojskowy stopień pułkownika.
Rozpoczął służbę w szeregach Armii Radzieckiej jako dowódca plutonu desantowo-szturmowego w Turkiestańskim Okręgu Wojskowym. Następnie służył jako dowódca w plutonie desantowo-szturmowym w Afganistanie. Pracował jako zastępca komisarza wojskowego Kastrycznickiego Rejonowego Komisariatu Wojskowego Miasta Grodno, zastępca komisarza wojskowego Grodzieńskiego Miejskiego Komisariatu Wojskowego, przewodniczący grodzieńskiej obwodowej organizacji Białoruskiego Związku Weteranów Wojny w Afganistanie.
16 listopada 2004 roku został deputowanym do Izby Reprezentantów Zgromadzenia Narodowego Republiki Białorusi III kadencji z Grodzieńskiego-Zaniemeńskiego Okręgu Wyborczego Nr 51. Pełnił w nim funkcję przewodniczącego Stałej Komisji ds. Pracy, Opieki Socjalnej, Spraw Weteranów i Inwalidów. Jego kadencja w Izbie Reprezentantów zakończyła się 27 października 2008 roku.

## Odznaczenia
- Dwa Ordery Czerwonej Gwiazdy (ZSRR);
- Order Honoru[1].

## Życie prywatne
Siarhiej Kamianiecki jest żonaty, ma dwóch synów.